# Мемориальная доска пензенцам — участникам Первой мировой войны
Мемориальная доска пензенцам — участникам Первой мировой войны — мемориальная доска, установленная в г. Пензе на фасаде здания Института военного обучения Пензенского государственного университета, посвящённая солдатам и офицерам 45-й пехотной дивизии Русской императорской армии, квартировавшимся в Пензе накануне Первой мировой войны (1914—1918) и ушедшим на фронт из этого города в июле-августе 1914 года, а в широком смысле — всем уроженцам и жителям Пензенской губернии, которые участвовали в Первой мировой войне, что и отражено в её официальном названии.
Мемориальная доска была торжественно открыта 15 декабря 2014 года (в год 100-летия начала Первой мировой войны).
Автор мемориальной доски — заслуженный художник Российской Федерации, член Союза художников России, пензенский скульптор Валерий Кузнецов.

## Инициатива установки
Инициатива установки мемориальной доски пензенцам — участникам Первой мировой войны была выдвинута пензенскими региональными отделениями Российского военно-исторического общества, Российского исторического общества, Русского географического общества в связи со 100-летней годовщиной начала Первой мировой войны.

## Работа над созданием
Работа над концепцией мемориальной доски и, прежде всего, её текстовой составляющей велась с весны 2014 года членами пензенских региональных отделений Российского военно-исторического общества, Российского исторического общества, преподавателями историко-филологического факультета Пензенского государственного университета и сотрудниками Государственного архива Пензенской области при содействии правительства Пензенской области.
К работе по созданию макета мемориальной доски, а затем её изготовлению и установке было привлечено Пензенское региональное отделение Всероссийской творческой общественной организации «Союз художников России». Автором мемориальной доски стал заслуженный художник Российской Федерации, член Союза художников России, пензенский скульптор Валерий Кузнецов, который является автором целого ряда памятников и мемориальных досок, установленных в Пензе, Москве, Саранске и других городах (в частности, памятника В. О. Ключевскому и пр.). Работа над данной мемориальной доской заняла у В. Ю. Кузнецова около двух месяцев.
13 ноября 2014 года эскиз мемориальной доски был рассмотрен и утверждён на заседании Комиссии по вопросам размещения мемориальных досок на территории Пензенской области в Управлении культуры и архива Пензенской области.
3 декабря 2014 года губернатор Пензенской области Василий Бочкарёв подписал распоряжение правительства Пензенской области № 630-рП «О размещении мемориальной доски пензенцам — участникам Первой мировой войны». Данным нормативным правовым актом было задокументировано решение региональных властей об установке мемориальной доски и утверждено её официальное название.

## Место установки

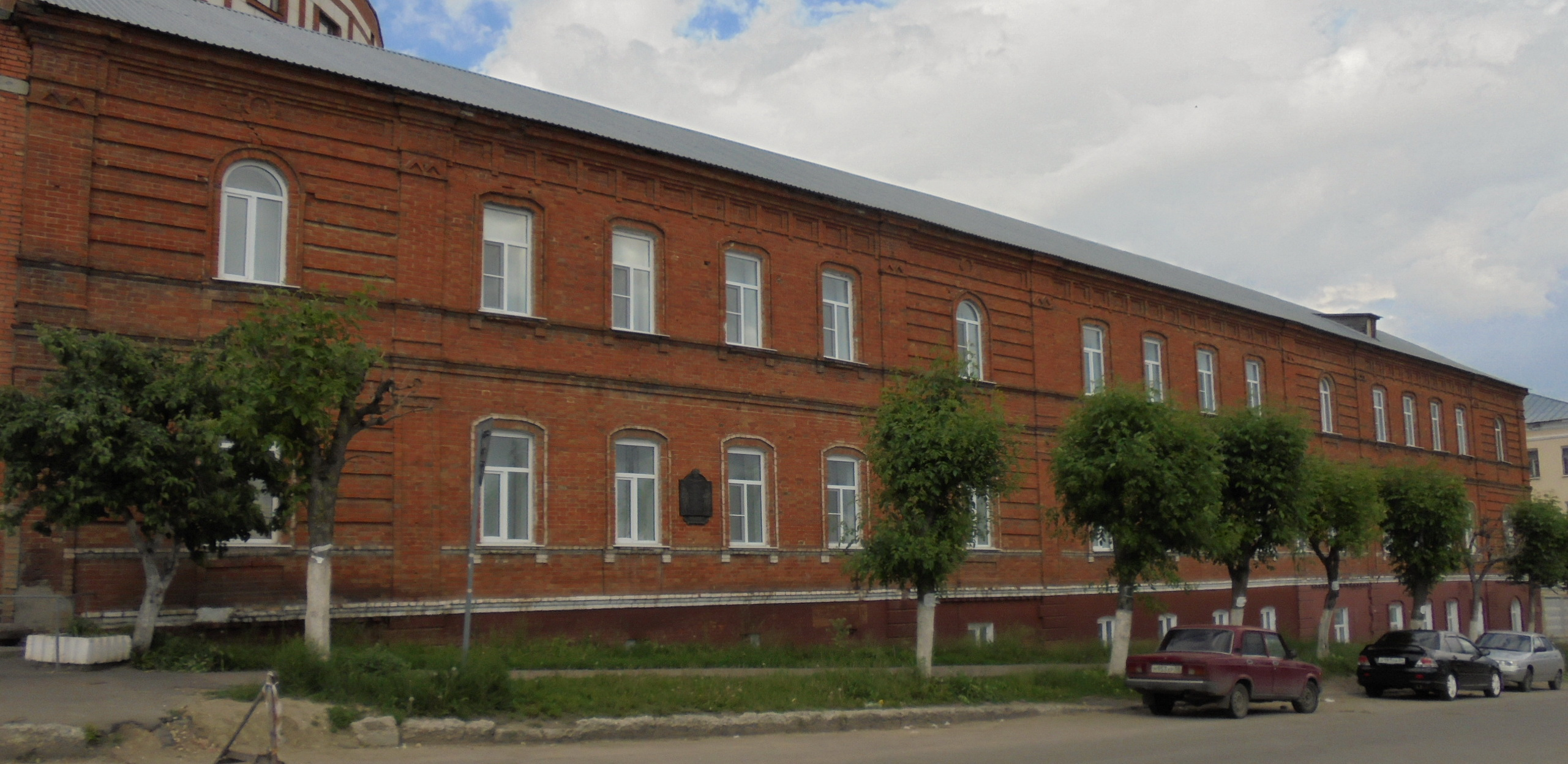
г. Пенза, улица Чкалова. Здание Института военного обучения ПГУ, в котором в 1910—1914 гг. размещались воинские подразделения 45-й пехотной дивизии

В основу концепции мемориальной доски была положена судьба 45-й пехотной дивизии Русской императорской армии, связанной с Пензенской губернией.
В качестве места установки мемориальной доски было выбрано здание Института военного обучения Пензенского государственного университета на улице Чкалова в г. Пензе, построенное в конце XIX — начале XX веков. В этом здании, которое нередко называют «красной казармой», с 1910 по 1914 годы размещались военные казармы, в которых были расквартированы воинские подразделения 45-й пехотной дивизии Русской императорской армии.
Эта дивизия не только квартировалась в Пензе. Часть её подразделений была сформирована непосредственно из жителей Пензенской губернии. Из Пензы же, солдаты и офицеры 45-й пехотной дивизии в июле-августе 1914 года были направлены на Юго-Западный фронт Первой мировой войны.
Боевое крещение полки дивизии приняли 10 августа 1914 года, участвуя в наступлении от Люблина по направлению на Перемышль. С 1914 по 1915 годы 45-я пехотная дивизия героически сражалась с германо-австрийскими войсками в ходе Галицийской битвы, Варшавско-Ивангородской операции, Горлицкого прорыва, Виленского сражения и Нарочского наступления.
Русский публицист, военный историк А. А. Керсновский в своей работе «Истории Русской армии» отмечал: «Отлично сражались и полки 45-й дивизии. Красник, Люблин, Ивангород, Кельцы, а после Нижний Сан, холмское побоище, Меченица под Вильной и нарочская Голгофа были почетным и трудным уделом этого корпуса».

## Описание мемориальной доски
Мемориальная доска пензенцам — участникам Первой мировой войны представляет собой литое полотно-основание, изготовленное из композитного материала с изобразительно-шрифтовой композицией — рельефами, надписями и орнаментом. Основной цвет мемориальной доски — бронзовый.
В верхней части мемориальной доски водружен Государственный герб России — двуглавый орёл с традиционным изображением в центре развёрнутого вправо Святого Георгия Победоносца в доспехах и мантии (плаще), на коне со сбруей, поражающего копьём змия. Двуглавый орёл в атрибутике мемориальной доски интерпретируется как символ преемственности поколений, признания их вклада в становление и сохранение целостности российского государства.
По сторонам центральной части мемориальной доски расположены рельефы шести солдат в униформе Русской императорской армии времён Первой мировой войны, представляющие собой собирательный образ русского солдата, защищавшего Отечество в те годы.
В центральной части мемориальной доски располагается основной текст, выполненный рельефным шрифтом:
В этом здании

С 1910 ПО 1914 ГОДЫ

размещались воинские

подразделения

45 ПЕХОТНОЙ ДИВИЗИИ

РУССКОЙ ИМПЕРАТОРСКОЙ

АРМИИ,

которые в июле-августе 1914 года

были направлены

на Юго-Западный фронт

ПЕРВОЙ МИРОВОЙ

ВОЙНЫ

и героический сражались

с германо-австрийскими войсками

в ходе Галицкой битвы,

Варшавско-Ивангородской

операции,

Горлицкого прорыва,

Виленского сражения

и Нарочского наступления
Основной текст в центральной части мемориальной доски увенчан рельефным изображением Георгиевского креста и Георгиевской ленты на фоне изображения лавровой ветви. Данная орнаментная композиция символизирует героизм пензенских воинов, 13 из которых стали полными кавалерами Георгиевского креста и ещё тринадцать были удостоены трёх Георгиевских крестов за мужество и отвагу в сражениях Первой мировой войны.
Нижнюю часть мемориальной доски украшает картуш — художественное изображение свитка с дополнительной надписью, выполненной, как и в основной части доски, рельефным шрифтом:
Часть подразделений дивизии

была сформирована из жителей

Пензенской губернии
Содержание надписи на картуше мемориальной доски подчеркивает вклад жителей Пензенской губернии в обеспечении Русской императорской армии воинскими кадрами. Так, к лету 1917 года 46,7 % трудоспособных мужчин Пензенской губернии были призваны на фронт Первой мировой войны. Большая часть из них не вернулась с полей сражений.

## Церемония открытия
Торжественная церемония открытия мемориальной доски пензенцам — участникам Первой мировой войны на здании Института военного обучения Пензенского государственного университета состоялась 15 декабря 2014 года.
В день открытия, перед мемориальной доской был установлен временный почётный караул из курсантов Пензенского артиллерийского института в современной военной форме, кадетов пензенских кадетских корпусов в ведомственной форме, а также участников Пензенского военно-патриотического клуба исторической реконструкции «Аванпостъ» в русской военной форме времён Первой мировой войны и с оружием того времени (шашками и пулемётом).
Право открыть мемориальную доску было предоставлено заместителю председателя правительства Пензенской области Сергею Пуликовскому и ректору Пензенского государственного университета Александру Гулякову. Открытие мемориальной доски сопровождалось оркестровым исполнением мелодии Государственного гимна Российской Федерации и памятными залпом салютовой группы курсантов Пензенского артиллерийского института. Сразу после открытия мемориальной доски, митрополит Пензенский и Нижнеломовский Серафим в сослужении священника Виталия Зорина и иеродиакона Сергия (Зайчикова) совершил освящение мемориальной доски по православному обряду. После этого была объявлена минута молчания в память о павших воинах Первой мировой.
На памятном митинге, посвящённом открытию мемориальной доски выступили заместитель председателя правительства Пензенской области Сергей Пуликовский, ректор Пензенского государственного университета Александр Гуляков, митрополит Пензенский и Нижнеломовский Серафим, председатель Патриаршей комиссии по вопросам семьи и защиты материнства, митрофорный протоиерей Димитрий Смирнов (г. Москва), доктор исторических наук, профессор ПГУ Сергей Белоусов, руководитель военно-патриотического клуба «Аванпостъ» (г. Пенза) Томас Янчкаускас.
В церемонии открытия мемориальной доски также приняли участие автор мемориальной доски, скульптор Валерий Кузнецов; председатель Пензенского регионального отделения Всероссийской творческой общественной организации «Союз художников России» Виктор Шабанов; доктора исторических наук, профессора Пензенского государственного университета Олег Ягов и Владимир Первушкин; заместитель начальника полиции Управления МВД России по Пензенской области (по охране общественного порядка), полковник полиции Николай Сармин; председатель Пензенского городского отделения Всероссийской общественной организации ветеранов (пенсионеров) войны, труда, Вооружённых Сил и правоохранительных органов, участник Великой Отечественной войны, полковник в отставке Владимир Керханаджев; сотрудники аппарата правительства Пензенской области, администрации г. Пензы и Пензенского государственного университета.
После завершения митинга, курсанты Пензенского артиллерийского института под звуки марша «Прощание славянки», исполнявшего оркестром института, прошли торжественным маршем перед зданием Института военного обучения ПГУ, на котором была установлена мемориальная доска. Затем участники церемонии открытия возложили к мемориальной доске живые цветы.
Мемориальная доска пензенцам — участникам Первой мировой войны стала первым в Пензенской области памятным объектом, посвященным Первой мировой войне.

### Видео
- В Пензе открыта мемориальная доска памяти участников Первой мировой войны (ГТРК «Пенза»).
- В Пензе установили мемориальную доску участникам Первой мировой войны (ТРК «Экспресс», г. Пенза).
- В Пензе открылась мемориальная доска участникам Первой мировой войны («Penzainform» — ТРК «Наш Дом»).

### Фото
- В Пензе открыли мемориальную доску землякам-участникам Первой мировой войны (Официальный портал Правительства Пензенской области).
- В Пензе открыли мемориальную доску землякам-участникам Первой мировой войны («PenzaNews»).